# Kumla församling, Linköpings stift
Kumla församling var en församling i Linköpings stift inom Svenska kyrkan i Mjölby kommun. Församlingen uppgick 2006  i Väderstads församling.

## Administrativ historik

Församlingens vapen.

Församlingen har medeltida ursprung. 
Församlingen var till 1962 annexförsamling i pastoratet Svanshals och Kumla. Från 1962 till 2006 var församlingen annexförsamling i pastoratet Väderstad, Appuna, Hogstad och Kumla där även Rinna och Hovs församling ingick mellan 1962 och 1992. Församlingen uppgick 2006  i Väderstads församling.
Församlingskod var 058613.

## Komministrar
| Verksam   | Namn                        | Levnadstid | Övrigt                                           |
| --------- | --------------------------- | ---------- | ------------------------------------------------ |
| 1539–1541 | Johannes Cornelii           |            |                                                  |
| 1545      | Magnus                      |            |                                                  |
| 1590-1596 | Enoch Haquini Cringelius    | 1559-1632  | Senare kyrkoherde i Vadstena församling.         |
| 1600–1615 | Joannes Erici               | 1574–1650  | Senare kyrkoherde i Skärkinds församling.        |
| 1616–1644 | Jonas Heckius               |            |                                                  |
| –1638     | Samuel Johannis             | –1655      | Senare kyrkoherde i Västra Tollstads församling. |
| 1646–1679 | Abraham Nicolai Eosander    | 1605–1679  |                                                  |
| 1679–1692 | Magnus Nicolai Hogelius     | –1692      |                                                  |
| 1693–1728 | Petrus Erici Wettersten     | 1657–1735  |                                                  |
| 1735–1762 | Gustaf Hornstrand           | 1686–1762  |                                                  |
| 1763–1779 | Nils Waenerberg             | 1716–1779  |                                                  |
| 1780–1790 | Johan Kraft                 | 1748–1807  | Senare kyrkoherde i Rogslösa församling.         |
| 1790–1811 | Johan Erik Blohm            | 1757–1822  | Senare kyrkoherde i Veta församling.             |
| 1811–1814 | Samuel Johannes Kiellenberg | 1756–1814  |                                                  |
| 1814–1829 | Magnus Kalén                | 1785–1854  | Senare kyrkoherde i Hagebyhöga församling.       |
| 1830–1839 | Carl Hellberg               | 1785–1868  | Senare kyrkoherde i Virserums församling.        |
| 1839–1855 | Per Carlos                  | 1791–1855  |                                                  |
| 1858–1867 | Per Johan Ulrik Kernell     | –1867      |                                                  |
| 1869–1874 | S Nilzén                    | –1874      |                                                  |
| 1877–1888 | Karl August Hellman         |            |                                                  |
| 1888–1892 | Johan August Flygare        | 1852–1912  | Senare kyrkoherde i pastoratet.                  |
| 1896–1903 | Johan Nordmark              | 1856–      |                                                  |
| 1904–1906 | Carl Axel Ekerbom           | 1851–      | Vikarie                                          |

## Klockare och organister[5]
| Ämbetstid    | Namn                           | Levnadstid   | Kommentarer                             |
| ------------ | ------------------------------ | ------------ | --------------------------------------- |
| ca 1663–1698 | Pehr Matsson                   | ca 1622–1698 | Klockare                                |
| 1699–1736    | Bengt Månsson                  | 1672–1736    | Klockare                                |
| 1736–1749    | Johannes Wetterström           | 1719–        | Klockare                                |
| 1746–1769    | Peter Lundblad                 | 1691–        | Klockare                                |
| 1769–1793    | Carl Petersson Lundblad        | 1737–1810    | Klockare                                |
| 1793–1803    | Eric Månsson Landberg          | 1764-1818    | Klockare                                |
| 1804–1812    | Anders Fredrik Rundgren        | 1782–        | Klockare                                |
| 1812–1820    | Jonas Törngren                 | 1779–1820    | Klockare                                |
| 1821–1866    | Anders Fredrik Pettersson      | 1795–1866    | Klockare                                |
| 1867–1894    | Axel Vilhelm Ekman             | 1836–1912    | Klockare, organist, lärare och kantor   |
| 1895–1911    | Olof Lindgren                  | 1849–1921    | Klockare, organist och lärare           |
| 1911–1915    | Gustav Almgren                 | 1889–1952    | Klockare, organist och lärare           |
| 1915–1916    | Sven Teodor Johansson (Älveby) | 1894–1962    | Klockare, organist och lärare (vikarie) |
| 1916–1924    | Gillis Eiding                  | 1888–1947    | Klockare, organist och lärare           |
| 1925–1944    | Elisabet Walter                | 1891–1947    | Klockare, organist och lärare (vikarie) |
| 1944–        | Gunvor Fredriksson             | 1912–1948    | Organist och lärare                     |
|              | Sven Henriksson                |              |                                         |
|              | Torsten Engqvist               |              |                                         |

## Kyrkvaktare
| Ämbetstid     | Namn                   | Levnadstid | Kommentarer |
| ------------- | ---------------------- | ---------- | ----------- |
| 1687          | Swen Orre              |            |             |
| 1685–1704     | Lars Bengtsson         | 1628–1704  |             |
| 1705–1726     | Bengt Larsson          |            |             |
| 1798–1813     | Jonas Larsson          | 1728–1813  |             |
| 1816– ca 1842 | Peter Carlsson Jupiter | 1779–1847  |             |
| ca 1847–1858  | Elias Jonsson          | 1788–1858  |             |
| 1858–1896     | Peter Johan Jonsson    | 1812–      |             |
| –1929         | Gustaf Reinhold Gärd   | 1852–1929  |             |
| 1931–1945     | Axel Vilhelm Andersson | 1891       |             |
| 1974          | Harald Ekström         | 1907–1974  |             |
| 1974–1978     | Ulla Andersson         | 1943–      |             |

## Kyrka
- Kumla kyrka